# Euskal Herria Bildu
Euskal Herria Bildu, en français : « Réunir le Pays basque », abrégé en EH Bildu, est une coalition politique basque présente dans la communauté autonome basque, dans la communauté forale de Navarre et dans les communes de l'enclave de Treviño, en Espagne.

## Histoire

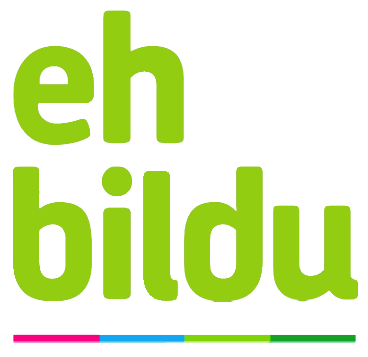
Premier logo

EH Bildu est une émanation de Bildu (coalition sans Aralar) et d'Amaiur. Le parti est fondé en 2012 et s'inscrit dans l'idéologie de la gauche abertzale (« gauche patriotique »). Le 1er avril 2014, EH Bildu est enregistré au ministère de l'Intérieur espagnol comme parti politique.

## Composition
EH Bildu intègre les partis Sortu, Eusko Alkartasuna, Aralar et Alternatiba. Ces derniers faisaient déjà partis de la coalition. Depuis 2024, EH Bildu est le premier parti politique en termes de sièges au Parlement basque avec 27 sièges, à égalité avec le Parti nationaliste basque (EAJ/PNV).

## Résultats électoraux

### Élections générales espagnoles
| Année   | Pays basque | Pays basque | Pays basque | Pays basque | Navarre | Navarre | Navarre | Navarre |
| Année   | Voix        | %           | Rang        | Sièges      | Voix    | %       | Rang    | Sièges  |
| ------- | ----------- | ----------- | ----------- | ----------- | ------- | ------- | ------- | ------- |
| 2015    | 183 611     | 15,1        | 4e          | 2 / 18      | 34 856  | 9,9     | 4e      | 0 / 5   |
| 2016    | 152 782     | 15,3        | 4e          | 2 / 18      | 31 310  | 9,4     | 4e      | 0 / 5   |
| 04/2019 | 212 200     | 16,7        | 4e          | 4 / 18      | 46 640  | 12,8    | 4e      | 0 / 5   |
| 11/2019 | 220 132     | 18,7        | 3e          | 4 / 18      | 56 387  | 17,0    | 3e      | 1 / 5   |
| 2023    | 276 175     | 23,9        | 3e          | 5 / 18      | 58 954  | 17,3    | 2e      | 1 / 5   |

### Élections au Parlement basque
| Année | Voix    | %     | Mandats | Tête de liste         | Rang | Gouvernement |
| ----- | ------- | ----- | ------- | --------------------- | ---- | ------------ |
| 2012  | 276 989 | 25,00 | 21 / 75 | Laura Mintegi         | 2e   | Opposition   |
| 2016  | 225 172 | 21,13 | 18 / 75 | Arnaldo Otegi         | 2e   | Opposition   |
| 2020  | 249 580 | 27,60 | 21 / 75 | Maddalen Iriarte (en) | 2e   | Opposition   |
| 2024  | 343 609 | 32,13 | 27 / 75 | Pello Otxandiano (es) | 2e   | Opposition   |

### Élections au Parlement de Navarre
| Année | Voix   | %     | Rang | Mandats | Gouvernement               |
| ----- | ------ | ----- | ---- | ------- | -------------------------- |
| 2015  | 48 166 | 14,25 | 3e   | 8 / 50  | Barkos                     |
| 2019  | 50 631 | 14,54 | 4e   | 7 / 50  | Soutien sans participation |
| 2023  | 56 535 | 17,13 | 3e   | 9 / 50  | Soutien sans participation |